# ニコライ・マクシュータ
ニコライ・キリロヴィチ・マクシュータ（ロシア語: Николай Кириллович Максюта、ラテン文字表記の例：Nikolai Kirillovich Maksyuta、1947年5月26日 - 2020年11月1日）は、ロシアの政治家。1997年から2010年までヴォルゴグラード州知事。

## 生涯
ウクライナ共和国キロヴォグラード州出身。父、キリル・ダニイロヴィチは、独ソ戦に従軍している。ニコライ造船大学（現在のウクライナ、マカロフ提督記念国立造船大学）で学び、機械技術部門で優秀な成績を修めた。1971年ヴォルゴグラード造船所勤務。1980年代には造船所所長となった。
1995年10月、ヴォルゴグラード市議会議員に当選する。1996年12月29日ヴォルゴグラード州知事選挙に立候補して50.96パーセントを得票して当選した。知事当選後は、ロシア連邦議会上院連邦会議代議員にもなり、予算・財政委員会に所属した。2000年12月24日ヴォルゴグラード州知事に再選される。一方、上院議員は辞している。2004年大祖国戦争戦勝60周年記念式典では、モスクワおよびモスクワ州、サンクトペテルブルクの代表とともに実行委員会に名を連ねた。2004年12月、ヴォルゴグラード州知事に三選された。2005年から2006年まで、ロシア連邦国家評議会幹部会員。
2020年、新型コロナウイルス感染症（COVID-19）に感染し、モスクワ近郊の病院に入院していたが、11月1日に死去。73歳没。夫人のアンドレエヴナも別に入院していたが10月8日に死去しており、その臨終に立ち会うことができなかった。